# إلحاد يهودي
يشير الإلحاد اليهودي إلى إلحاد الناس الذين ولدوا على الدين والثقافة اليهودية. إنّ مصطلح (الإلحاد اليهودي) غير متناقض لأن الهوية اليهودية تشمل الأصول العرقية والدينية معًا.
وبسبب اعتماد الدين اليهودي على النسب الأمومي تقبل الطوائف اليهودية وحتى الأرثوذكسية المتشددة دينيًا بالملحد المولود لأم يهودية كشخص يهودي بالكامل. وجدت دراسة أجريت في عام 2011 أن نصف اليهود الأمريكيين لديهم شكوك حول وجود الله مقارنة بنسبة 10% إلى 15٪ من أعضاء الجماعات الدينية الأمريكية الأخرى.

## الحياة اليهودية المنظمة
كانت هناك ظاهرة من المنظمات اليهودية الملحدة والعلمانية وكان معظمها في القرن الماضي مثل حزب البوند اليهودي الاشتراكي في أوائل القرن العشرين في بولندا والمجلس الحديث للمنظمات اليهودية العلمانية والجمعية اليهودية الإنسانية في الولايات المتحدة. يشعر الكثير من الملحدين اليهود بالارتياح في أي طائفة من الطوائف اليهودية الثلاثة الرئيسية غير الأرثوذكسية. يشمل ذلك تناقضًا أقل مما يبدو عليه ظاهريًا نظرًا لتأكيد اليهودية على موضوع الممارسة أكثر من الإيمان، وحتى التعاليم السائدة لليهودية تشير إلى أن الإيمان بالله ليس شرطًا ضروريًا مسبقًا للانتماء اليهودي. تعتبر اليهودية الأرثوذكسية الاعتقاد بـ (قيود الجنة) (أي سيادة إله إسرائيل في العالم والأصل الإلهي للتوراة) التزامًا أساسيًا لليهود. لا يزال تبني الالحاد حتى بين اليهود غير الأرثوذكس موضوعًا مختلفًا عن شؤون مؤتمر المنظمات اليهودية العلمانية والجمعية اليهودية الإنسانية. وقد لوحظ وجود الملحدين في جميع طوائف اليهودية الحديثة مثل اليهودية العلمانية الإنسانية واليهودية الأرثوذكسية.

## اللاهوت اليهودي
يطرح اللاهوت اليهودي الليبرالي أفكارًا ما ورائية قليلة وبالتالي فهو متوافق مع الإلحاد في مواضيع الوجود. تبنّى مؤسس اليهودية الإصلاحية مردخاي كابلان تعريفًا طبيعيًا لله في حين ابتعد بعض اللاهوتيين عن فكرة الإله الواحد بعد حادثة الهولوكوست. قدم الفيلسوف اليهودي هوارد فيتشتاين نهجًا غير ميتافيزيقيًا للالتزام الديني يعتقد من خلاله أن الإلحاد أو الايمان بالغيب ليس أمرًا مهمًا. وقد قال الحاخام المحافظ هارولد شولويس أن اللاهوت اليهودي يجب أن ينتقل من التركيز على الله إلى التركيز على (التقوى). يفترض (اللاهوت الأساسي) مع استمراره في استخدام اللغة التوحيدية بعض الادعاءات الغيبية التي يرى الملحدون أنها غير مقبولة.
لا يزال بعض الملحدين اليهود غير مرتاحين بشكل كبير باستخدام أي نوع من اللغة الدينية. لا تزال الممارسة الدينية التقليدية والرمزية تحتفظ بمعنى قوي بالنسبة لمثل هؤلاء اليهود. وقد يستمرون بالمشاركة في الطقوس اليهودية مثل إضاءة شموع يوم السبت ويجدون مغزى في ممارسة العديد من جوانب الثقافة والدين اليهودي. على سبيل المثال قد يمثل الشمعدان قوة الروح اليهودية بالنسبة إلى اليهودي الملحد أو يعتبره ببساطة احتفالًا بحدث تاريخي، هذا نقاش مطروح حتى في الأوساط اليهودية المتدينة. لن يتم قبول أي ذكر حرفي للقوة الإلهية في التاريخ اليهودي. قد يُنظر إلى التوراة على أنه أسطورة مشتركة بين الشعوب اليهودية وليس وثيقة دينية أو تاريخية صحيحة.

## الثقافة اليهودية العلمانية
يرفض العديد من الملحدين اليهود حتى هذا المستوى الضئيل من الطقوس الرمزية، ويطالبون بدلًا من ذلك بالعلمانية الشاملة وإرساء يهوديتهم بالكامل في العرق والثقافة اليهودية العلمانية. تشمل حقوق اليهود العلمانيين هوية التعريف التاريخية والشعبية اليهودية والاشتراك في الأدب اليهودي (بما في ذلك المؤلفين اليهود غير المتدينين مثل فيليب روث وآموس أوز) وتناول الطعام اليهودي واستخدام باللغات اليهودية مثل اليديشية أو العبرية أو الاسبانية اليهودية. يصنف نسبة عالية من اليهود الإسرائيليين نفسهم كعلمانيين يرفضون ممارسة الدين اليهودي. في حين لا يعتبر غير المؤمنون من أصل يهودي أنفسهم يهودًا ويفضلون تعريف أنفسهم كملحدين فقط، قد يقول البعض أن اليهودية هي ثقافة وتقاليد يمكن اعتناقها دون اعتناق عقيدة دينية على الرغم من أن الثقافة اليهودية تدور حول المفاهيم الإبراهيمية لله.

## شخصيات معروفة
رفض العديد من اليهود المشهورين تاريخيًا الايمان بوجود الآلهة. نفى البعض وجود الآلهة بينما استمروا في استخدام اللغة الدينية. تم طرد الفيلسوف اليهودي البارز باروخ سبينوزا في القرن السابع عشر (في عام 1656) من قبل الكنيس اليهودي في أمستردام بعد تقديمه مفهومًا عن وجود الله والذي مهد الطريق للإلحاد الحديث وفقًا لبعض المراقبين. تأثر ألبرت آينشتاين بشكل كبير في سبينوزا واستخدم اللغة الدينية وعُرف على أنه يهودي بينما رفض فكرة وجود الإله. وُلد عالم الفيزياء الفلكية كارل ساجان في عائلة يهودية وكان غير مؤمن.
ولد كارل ماركس في أسرة يهودية عرقيًا ولكنه نشأ كواحد من اللوثريين، وهو من بين المفكرين الأكثر شهرةً وتأثيرًا في التاريخ الحديث. طوّر المادية الجدلية والتاريخية التي أصبحت أساس لنقده الرأسمالية ونظرياته في الاشتراكية العلمية. كان لماركس تأثيرًا كبيرًا بين المفكرين اليهود البارزين الآخرين بما في ذلك موسز هس. وقال في أحد أكثر تعليقاته شهرةً عن الدين: «الدين هو منفذ المخلوقات المظلومة، وقلبٌ لعالم بلا قلب، وروح الظروف التي لا روح لها. إنه أفيون الشعب».
اعتنق العديد من اليهود المشهورين الآخرين الإلحاد بشكل تام ورفضوا التدين كليًا. كتب سيغموند فرويد كتاب (مستقبل الوهم) الذي نقد فيه الإيمان الديني وحدد أصوله وآفاقه. وحث في الوقت نفسه زميله اليهودي على تربية ابنه على الدين اليهودي قائلاً: «إذا لم تسمح لابنك بأن يكبر كرجل يهودي فإنك ستحرمه من مصادر الطاقة التي لا يمكن تعويضها بأي وسيلة أخرى». وُلدت الفيلسوفة اللاسلطوية إيمّا غولدمان لعائلة يهودية أرثوذكسية ورفضت الإيمان بالله. أجابت رئيسة الوزراء الإسرائيلية جولدا مائير عندما سُئلت إذا كانت تؤمن بالله: «أنا أؤمن بالشعب اليهودي، والشعب اليهودي يؤمن بالله». وقال الفيلسوف اليهودي الفرنسي جاك دريدا بشكل غامض إلى حد ما: «أنا اتغير لأكون ملحدا». صنع وودي آلن من عالم الترفيه مهنة للخروج من التوتر بين يهوديته وشكوكه الدينية. اقسم ديفيد سيلفرمان رئيس الملحدين الأمريكان في عام 2010 أنه لن يكذب مرة أخرى لإخفاء كونه ملحدًا.